# Гуон Бордоский
Гуо́н Бордо́сский (фр. Huon de Bordeaux) — персонаж французского эпоса (chansons de geste), герой одноимённой поэмы.

## «Гуон Бордосский»
Поэма начала XIII века, написана десятисложным ассонансным стихом и насчитывает 10553 стихотворных строки. Издавалась в 1860 и 1960 годах. Генеалогически Гуон не связан с персонажами трёх основных жест, однако поэму иногда включают в жесту Доона де Майанса по наличию типической завязки — конфликта с императором. Волшебный элемент в поэме значительней, чем даже во многих рыцарских романах, поэтому по жанру её часто к ним относят.

### Содержание
Амори де Вьесмес, приближённый Карла Великого, восстанавливает императора против Гуона Бордосского, распуская клеветнический слух, что тот затеял бунт. Карл призывает Гуона ко двору. На его пути Амори устраивает засаду. В завязавшейся схватке оказывается убитым сын императора. Карл устраивает судебный поединок между Амори и Гуоном, и последний на нём побеждает. После этого император посылает Гуона в Вавилон с рядом странных поручений-испытаний. Тот отправляется в путь. Брат Гуона Жирар остаётся в Бордо. По дороге Гуон попадает в волшебную страну Оберона. Тот даёт ему чудесный рог и затем по звуку этого рога всегда приходит ему на помощь. Однажды Гуон теряет свой рог и попадает в темницу. Но в него влюбляется дочь эмира Эсклармонда и мирит его с отцом-эмиром. Побывав в далёких краях, Гуон пускается в обратный путь. По возвращении он узнаёт, что Жирар завладел его землями. Гуон обманывает Карла, говоря, что поручения не выполнил. От наказания его спасает Оберон.

## Продолжения
Поэма была чрезвычайно популярна и породила ряд продолжений:
- «Оберон» (вторая половина XIII века) — приквел к основной поэме, в котором уточняется и усложняется генеалогия Оберона
- «Гуон и Калисса» (XIV век) — фактически, вставка в одну из рукописей исходной поэмы; Гуон попадает в Ирландию и заводит там любовную связь с дочерью ирландского короля Калиссой, в результате чего подвергается многим опасностям, от которых его спасает только разрыв с Калиссой
- «Эсклармонда» (XIII век) — о невероятных путешествиях и приключениях Гуона и его жены
- «Гуон, король Волшебной страны» — сохранились только фрагменты; возможно, это не отдельная поэма, а поздняя переработка «Гуона Бордосского»
- «Кларисса и Флоран» (XIII век) — о дочери Гуона и Эсклармонды
- «Песнь о Годене»
- «Ида и Олива» — о внучке Гуона

## В искусстве
Искусствоведы предполагают, что картина «Шахматисты» Либерале да Верона (около 1475 года), находящаяся в коллекции музея Метрополитен (США), иллюстрирует один из эпизодов поэмы.
В 1898 году иллюстрации к этому эпосу создал франко-итальянский художник Мануэль Ораци.